# Richard Bandler
Richard Wayne Bandler, né le 24 février 1950, est un auteur américain et le co-inventeur (avec John Grinder) de la programmation neuro-linguistique (PNL) et créateur de l'ingénierie conceptuelle du génie humain (ICGH) (Design Human Engineering, DHE) et du rematriçage neuro hypnotique (RNH).

## Éducation et expérience
Bandler a un Bachelor of Arts (1973) en philosophie et psychologie de l'université de Californie à Santa Cruz (UCSC) et un Master of Arts (1975) en psychologie du collège de Lone Mountain, San Francisco.

## Programmation neuro-linguistique (PNL)

### Cofondateur de la PNL
Richard Bandler fut invité par Bob Spitzer, ayant en sa possession le livre « Science and Behavior » (science et comportement) pour participer à une formation de Fritz Perls et Virginia Satir, et fut plus tard engagé par Spitzer pour l'aider à rédiger un des livres de Perls : The Gestalt Approach (L'approche de la Gestalt).
Pendant qu'il était étudiant à l'Université de Californie à Santa Cruz, Bandler animait également un atelier de Gestalt-thérapie où il invita un professeur de linguistique, John Grinder en tant qu'observateur. Grinder dit à Bandler qu'il pouvait expliquer la plupart des questions et commentaires que Bandler faisait en utilisant la grammaire transformationnelle, sujet dans lequel Grinder s'était spécialisé. Ils développèrent un modèle thérapeutique, qu'ils appelèrent le méta-modèle. C'est devenu leur premier livre : The Structure of Magic, Volume I (1975) (La structure de la magie).
Ils rencontrèrent Gregory Bateson qui a enseigné à l'UCSC, comme l'avait fait Grinder, et avait, par la suite déménagé dans une communauté sur Alba Road près des montagnes de Santa Cruz, la communauté de Ben Lomond. Bateson et Grinder auraient eu une profonde influence sur l'évolution de Bandler. Grinder et Bateson apportèrent beaucoup sur le plan des fondations intellectuelles et Bateson introduisit le duo auprès de Milton Erickson, lequel apporta quelques-uns des modèles fondamentaux de la programmation neuro-linguistique. En 1975, Bandler forma alors sa propre maison d'édition, Meta Publications, et publia  Patterns of the Hypnotic Techniques of Milton H. Erickson Volume I (1975). 
Bandler et Grinder ont rédigé The Structure of Magic Volume II (1976), Patterns of the Hypnotic Techniques of Milton H. Erickson Volume II (1977) et Changing With Families (1976), dont Virginia Satir elle-même était coauteur.
Bandler a également modélisé un physicien Israélien et fondateur de l'école Feldenkrais du travail du corps, Moshe Feldenkrais, et publia, ensuite, son livre The Elusive Obvious. Dans plusieurs de ses classes, il a enseigné les éléments de cette forme de travail du corps qu'il avait modélisé.[réf. nécessaire]

### Le cas Corine Christensen
En 1986, Bandler fut poursuivi pour le meurtre au premier degré à Santa Cruz (Californie) de Corine Christensen, prostituée et étudiante de PNL ; en 1988, il est acquitté (le jury estimant que l'accusation n'a pas pu prouver – au-delà d'un doute raisonnable – que Bandler l'a tuée). Le meurtre de Corine Christensen demeure irrésolu. 

### Litige
En 1980, la compagnie de Bandler Pas Limité avait enregistré des revenus dépassant les 800 000 US$ et lui, et sa femme d'alors : Leslie Cameron-Bandler, vivaient un style de vie opulent. À la fin de 1980, la collaboration entre Bandler et Grinder -- tant au sujet de leurs échanges, que de leurs formations et de leurs éditions -- prend fin abruptement et sa femme demande le divorce (après deux années de mariage).  
En juin 1996, Bandler assigna John Grinder, puis, à nouveau en janvier 1997, il assigna Grinder et nombre de membres à la tête de la communauté PNL, incluant, Carmen Bostic-St. Clair, Steve and Connirae Andreas.  Bandler attaquait pour, infraction contre une marque déposée, la propriété de la propriété intellectuelle de la PNL, escroquerie frauduleuse et la rupture de l'accord de règlement et l'injonction permanente par Grinder,,.
En plus de réclamer (rétrospectivement) l'unique propriété de la PNL, Bandler réclamait des « dommages et intérêts contre chaque défendant pour un montant à être débattu en cour de justice, mais en aucun cas moins de 10 000 000,00 US$ ».  La liste des défendeurs incluait 200, i.e. des noms vides à être spécifié plus tard. Ces querelles internes détournèrent du mouvement certains collaborateurs comme Clayton-John Beaver par exemple.
Fin 2000, des tentatives de rapprochements entre Bandler et Grinder furent réalisées quand les parties se sont dégagées l'une de l'autre, et sont convenus entre autres, qu'« ils sont cocréateurs et cofondateurs de la technique de la programmation neuro-linguistique. Grinder et Bandler ont reconnu les efforts et contributions de chacun dans la création du développement initial de la PNL. » Dans le même document, « Dr. John Grinder et Dr. Richard Bandler s'entendent mutuellement pour réfréner leurs efforts respectifs de se discréditer mutuellement, de quelque façon que ce soit concernant leur contribution au développement du champ de la Programmation neuro-linguistique. » (« Publication » reproduit en tant qu'Appendice A du Whispering in the Wind de Grinder et Bostic St Clair (2001)).

### Contributions
Richard Bandler a inventé l'expression « programmation neuro-linguistique » et a dit que « c'est le nom que j'ai donné au travail de ma vie ». C'est la majeure partie du développement de l'idée la plus importante qui soit considéré comme faisant partie de la PNL. Parmi les idées et techniques que Bandler a développé ou codéveloppé, on trouve « The Swish Pattern », Le méta modèle, Le modèle de Milton, Le changement de croyance, les ancrages, Les modes d'accès oculaires, Les boucles imbriquées, les enchainements d'états, les applications avancées de la sous modalité et la ligne de temps.{citation needed}
Richard Bandler en conjonction avec Todd Epstein développèrent plus sur la théorie de la PNL et la pratique associée avec sous modalités, i.e. "les qualités perceptuelles particulières qui peuvent être enregistrées par chacun de nos 5 sens".

## Livres
- (en) Bandler, Richard & John Grinder, The Structure of Magic I : A Book About Language and Therapy, Palo Alto, Palo Alto, CA: Science & Behavior Books., 1975a, poche (ISBN 978-0-8314-0044-6, LCCN 75012452, -), -
- (en) Bandler, Richard & John Grinder, The Structure of Magic II : A Book About Communication and Change, California, PaloAlto, CA: Science & Behavior Books., 1975b, poche (ISBN 978-0-8314-0049-1, LCCN 75012452, -), -
- (en) Grinder, John, Richard Bandler, Patterns of the Hypnotic Techniques of Milton H. Erickson, M.D. Volume I, Cupertino, CA :Meta Publications., 1976 (-), -
- (en) John Grinder, Richard Bandler et Judith Delozier, Patterns of the Hypnotic Techniques of Milton H. Erickson, M.D. Volume II, Cupertino, CA :Meta Publications., 1977 (-), -
- John Grinder et Richard Bandler, Frogs into Princes : Neuro Linguistic Programming, Science and Behavior Books., 1976 (-), -
- (en) John Grinder et Richard Bandler, Frogs into Princes : Neuro Linguistic Programming, Moab, Moab, UT: Real People Press., 1979, 6e éd. (ISBN 978-0-911226-19-5, LCCN 79013255, -), p. 194pp
- (en) Grinder, John and Richard Bandler, Trance-Formations : Neuro-Linguistic Programming and the Structure of Hypnosis, Moab, Moab, UT: Real People Press., 1981, poche (ISBN 978-0-911226-23-2, LCCN 81015342, -), -
- Reframing: Neurolinguistic programming and the transformation of meaning, Moab, Real People Press, 1983,  (ISBN 0-911226-25-7)
- Using Your Brain for a Change, 1985  (ISBN 0-911226-27-3)
- Magic In Action, 1992  (ISBN 0-916990-14-1)
- Time for a Change, 1993  (ISBN 0-916990-28-1)
- Persuasion Engineering - 1996  (ISBN 0-916990-36-2)
- Bandler R.(2002) Le temps du changement - La Tempérance, Chabreloche (Fr)  (ISBN 2-9505753-5-8) - Lire un extrait
- Bandler R.(2004) Peurs, phobies et compulsions - La Tempérance, Chabreloche (Fr)  (ISBN 2-9505753-7-4) - Lire un extrait
- Bandler R.(2012) Le Choix de la Liberté - Et si tout le monde avait droit au bonheur